# Tế bào sinh dục

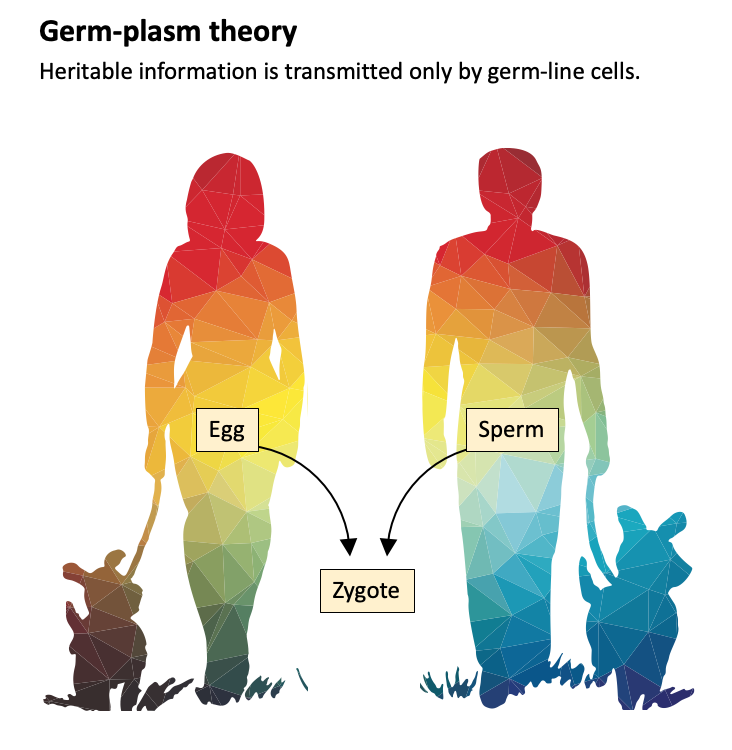
Tế bào sinh dục là tế bào sinh ra giao tử hoặc giao tử

Trong sinh học phổ thông Việt Nam, tế bào sinh dục là tên của tế bào phát sinh giao tử hoặc của giao tử ở sinh vật đa bào hữu tính.
Đây là tên gọi từ lâu nhưng còn phổ biến, dùng để chỉ hai loại tế bào chính:
- tế bào có khả năng phát sinh ra giao tử qua quá trình hình thành giao tử,
- giao tử của sinh vật (trứng và tinh trùng).
Khái niệm "tế bào sinh dục" được tạo ra để phân biệt với khái niệm "tế bào sinh dưỡng" trong quá trình giáo dục cũng như phổ biến kiến thức khoa học.
Hiện nay, so với các thuật ngữ nước ngoài thì khái niệm "tế bào sinh dục" ở Việt Nam có nội dung của cả hai khái niệm sau:
- Tế bào mầm (germ cell) là tế bào có khả năng phát sinh ra giao tử. Loại tế bào này, ở Việt Nam gọi là tế bào sinh dục sơ khai.
- Giao tử (gamete) là tế bào trực tiếp tham gia thụ tinh để tạo nên hợp tử. Hai loại giao tử đực và cái  thường được gọi là tinh trùng và trứng.

## Nội dung khái niệm

### Các loại tế bào sinh dục
- Loại tế bào sinh dục tạo nên giao tử gọi là tế bào sinh dục sơ khai.[1][7][8] Loại này có thể sinh ra giao tử đực hoặc giao tử cái, nhưng không phải là giao tử. Nếu tế bào sinh dục sơ khai phát sinh ra giao tử đực, thì người ta gọi là tế bào sinh tinh (spermatocyte). Nếu tế bào sinh dục phát sinh ra giao tử cái, thì gọi chúng là tế bào sinh noãn (oocyte).[6], [8], [7]
- Về mặt sinh lí học, trong quá trình tạo giao tử, có xuất hiện tế bào đơn bội nhưng không thể trực tiếp tham gia thụ tinh, thì đó là những tế bào sinh dục chưa trưởng thành (cần trải qua quá trình chín thì mới tạo nên giao tử). Loại tế bào "trung gian" này ở động vật gọi là tinh tử hoặc tinh trùng chưa chín (xem trang hình thành giao tử).
- Giao tử là tế bào có khả năng trực tiếp tham gia thụ tinh, tạo thành hợp tử. Chẳng hạn ở người, giao tử đực chính là tinh trùng dạng hoạt động.

### Minh họa khái niệm
Hầu hết các tế bào của một cơ thể sinh vật là tế bào xôma, gồm nhiều loại khác nhau; còn tế bào sinh dục rất ít và chỉ có số  loại rất hạn chế. Trong cơ thể mỗi con người, có hơn 200 loại tế bào xôma do kết quả của sự chuyên hoá chức năng trong quá trình phát triển cá thể, nhưng chỉ có một loại tế bào sinh dục là tế bào sinh trứng và noãn (ở nữ giới) hoặc tế bào sinh tinh và tinh trùng (ở nam giới).
- Tinh hoàn là bộ phận thuộc cơ quan sinh dục của động vật đực, nhưng tinh hoàn không phải được cấu tạo từ các tế bào sinh dục, mà ngược lại: phần lớn mô tạo nên tinh hoàn là tế bào xôma. Chẳng hạn như trong cấu tạo tinh hoàn (cơ quan sản xuất tinh trùng) của lợn rừng ở hình 1, thì chỉ có tế bào sinh tinh (chú thích số 2) là tế bào sinh dục.
- Hoa là cơ quan sinh sản của ở thực vật, nhưng mọi bộ phận của hoa mà ta nhìn thấy đều cấu tạo từ các tế bào xôma, trừ đại bào tử (trong lá noãn) và tiểu bào tử (tạo hạt phấn) nằm sâu bên trong hoa mới có khả năng tạo noãn và tạo tinh tử thực vật. Chẳng hạn ở hoa của cây Hạt kín: tế bào sinh noãn ở trong bàu nhụy (hình 2), còn tế bào sinh tinh tử ở trong hạt phấn (hình 3).

### Mở rộng khái niệm
- Tế bào sinh dục có khả năng hình thành giao tử, nhưng không có nghĩa là tế bào xôma hoàn toàn không có khả năng này. Ở phần lớn thực vật, nhất là cây ngành Hạt kín (tức thực vật có hoa), thì giao tử được phát sinh từ các đại bào tử và tiểu bào tử như trên đã nói, mà chúng lại là tế bào xôma.[8]
- Tế bào sinh dục có khả năng tham gia giảm phân, nhưng không có nghĩa là không thể nguyên phân. Ngược lại, trong quá trình hình thành giao tử (gametogenesis), thì tế bào sinh dục ban đầu gọi là tế bào sinh dục sơ khai (gồm tế bào sinh tinh, tế bào sinh noãn) thường phải trải qua nguyên phân vài ba lần, tạo ra một số thế hệ "con, cháu" gọi là tế bào sinh dục cấp 1, cấp 2... Sau đó mới tiến hành giảm phân để tạo thành giao tử ở vùng chín của cơ quan sinh sản. Ở đây, giảm phân chỉ diễn ra một  lần duy nhất.[6], [8]
- Khi thụ tinh xảy ra, hợp tử được hình thành, thì hai loại giao tử đã "kết hôn" với nhau (xem trang giao tử) tạo nên tế bào xôma khởi đầu cho sự tạo thành cơ thể mới. Trong hợp tử có sự hợp nhất giữa bộ gen ở nhiễm sắc thể của 2 giới, nên thường có cả hai loại nhiễm sắc thể giới tính (xem hình 5).

Hình 2: Các bộ phận chính của một bông hoa đã nở.
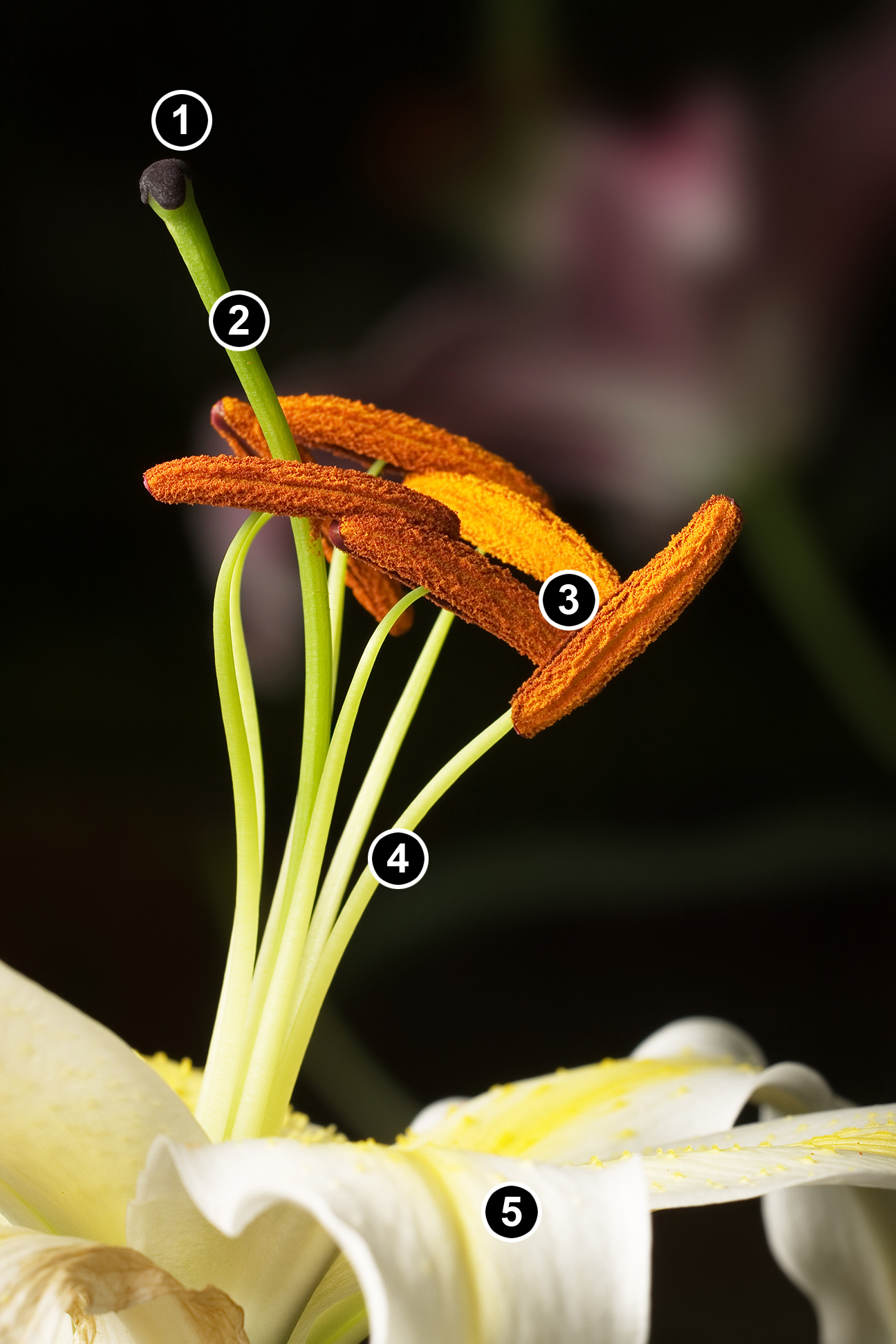
Hình 3: Sơ đồ cấu tạo hoa loa kèn (Lilium longiflorum). 1 = Đầu nhụy, 2 = Vòi nhụy, 3 =  Bao phấn, 4 = Chỉ nhị, 5 = Cánh hoa.
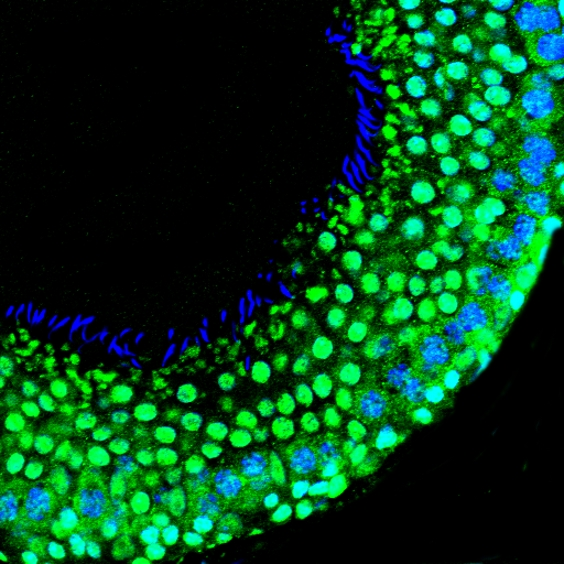
Hình 4: Một phần tinh hoàn người cắt ngang (dưới kính hiển vi).
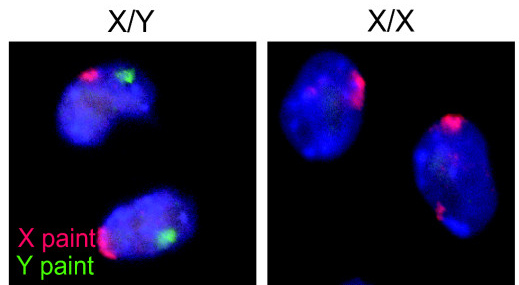
Hình 5: Hợp tử của chuột đực có 1 NST X (màu đỏ) và 1 NST Y (màu xanh), còn của chuột cái có 2 X (đỏ).
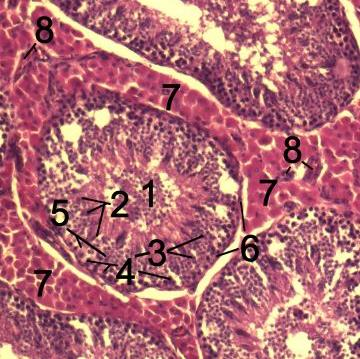
Hình 6: Nhu mô tinh hoàn của lợn rừng. 1=Ống xoắn tạo tinh (tubulus seminiferus contortus). 2=Tế bào sinh tinh. 3=Tinh bào bậc I. 4=Tinh bào bậc II. 5=Tế bào Sertoli. 6=Myofibroblasts. 7=Tế bào Leydig. 8=Mao mạch.

## Khác nhau giữa tế bào xôma và tế bào sinh dục
|               | Tế bào xôma                                                                                            | Tế bào sinh dục                                                                                              |
| ------------- | --- | --- |
| Từ đồng nghĩa | Tế bào sinh dưỡng. Tế bào cơ thể.                                                                      | Tế bào sinh sản. Tế bào mầm sinh dục.                                                                        |
| Định nghĩa    | Là bất kỳ tế bào nào của cơ thể sinh vật đa bào, ngoại trừ tế bào sinh dục và giao tử                  | Là bất kỳ tế bào nào phát sinh trong quá trình hình thành giao tử của sinh vật đa bào hữu tính.              |
| Chức năng     | Đơn vị cấu tạo hầu hết mọi bộ phận cơ thể. Cơ sở sinh trưởng.                                          | Là nguồn hình thành giao tử. Cơ sở của bảo tồn vầ phát triển nòi giống.                                      |
| Vị trí        | Bao trùm cơ thể, tạo nên tất cả các mô bên ngoài và hầu hết nội quan.                                  | Nằm trong vùng hình thành giao tử của cơ quan sinh sản.                                                      |
| Khả năng      | Không có khả năng tiến hành giảm phân để sinh ra tế bào đơn bội (n)                                    | Có khả năng tiến hành giảm phân để sinh ra tế bào đơn bội (n), từ đó tạo thành giao tử có khả năng thụ tinh. |
| Chu kì        | Có chu kì tế bào.                                                                                      | Không có chu kì tế bào.                                                                                      |
| Đột biến      | Đột biến trong tế bào này là đột biến xôma, không di truyền được cho thế hệ sau qua sinh sản hữu tính. | Đột biến trong tế bào có thể gây ra đột biến giao tử, di truyền được cho thế hệ sau qua sinh sản hữu tính.   |

Ở sinh vật đa bào hữu tính trưởng thành, các tế bào sinh dục chỉ tồn tại bên trong cơ quan sinh sản. Chẳng hạn: ở người trưởng thành, các tế bào sinh tinh của người đàn ông nằm trong tinh hoàn người (hình 4), còn  các tế bào sinh trứng của người phụ nữ nằm trong buồng trứng.

## Ứng dụng
- Nghiên cứu tế bào sinh dục và sự hình thành giao tử có ý nghĩa lớn. Trước hết là áp dụng thụ tinh nhân tạo trong chăn nuôi và trồng trọt. Thụ phấn nhân tạo đã được áp dụng từ rất sớm trong lịch sử loài người. Từ thế kỉ XIX, chính Mendel đã sử dụng phương pháp thụ phấn nhân tạo trên đậu Hà Lan, tiến hành các thí nghiệm lai, từ đó phát triển thành các định luật di truyền Mendel. Trong chăn nuôi, nghiên cứu về tế bào sinh dục đã dẫn đến thụ tinh nhân tạo cho động vật; đồng thời kết hợp với phương pháp bảo quản tinh trùng đông lạnh đã dẫn đến kết quả bảo quản nguồn gen quý hiếm của động vật rất lâu, ngay cả khi chúng đã chết hàng chục năm hoặc hơn.
- Một ý nghĩa lớn lao khác nổi bật trong vài chục năm gần đây là nghiên cứu nó có thể cho phép xóa bỏ vô sinh ở người, thậm chí còn tạo điều kiện cho các cặp vợ chồng đồng giới có thể có con. Nỗ lực tạo ra tinh trùng và trứng từ da và tế bào gốc được tiên phong bởi nhóm nghiên cứu của Hayashi và Saitou tại Đại học Kyoto.[9], [10]

## Tóm tắt
- Ở sinh vật đa bào sinh sản hữu tính, mỗi cơ thể con đều khởi đầu từ hợp tử là kết quả hợp nhất của giao tử đực với giao tử cái trong thụ tinh.
  - Ở động vật, trong quá trình hợp tử phát triển thành phôi thai sẽ phát sinh ra 2 dòng tế bào chính: dòng tế bào mầm và dòng tế bào xôma. Các tế bào mầm sẽ di cư rồi định cư ở tuyến sinh dục, phát sinh ra dòng tế bào sinh dục, từ đó sinh giao tử. Còn các tế bào xôma cấu trúc nên tất cả các bộ phận của một cơ thể.
  - Ở thực vật bậc cao, khi hợp tử phát triển sẽ phát sinh ra 2 dòng tế bào chính: dòng bào tử (phát sinh ra noãn và tinh tử) và dòng tế bào xôma. Dòng bào tử là các tế bào sinh dục.
- Tế bào sinh dục là tập hợp các dòng tế bào được phát sinh trong quá trình hình thành giao tử. Nghịch nghĩa với tế bào sinh dục là tế bào xôma (tế bào sinh dưỡng).